# Романус, Аврам Иванович
Аврам Иванович Романус (Романиус) (1724 — 1787) — генерал-поручик, участник Семилетней войны, командир Польского корпуса.

## Биография
Родился в Австрии, из «шляхетства коей он происходил», точная дата рождения неизвестна. В русскую службу вступил солдатом 13 мая 1735 года в Псковский пехотный полк, в котором «унтер-офицерскими чинами происходил» до 1742 г., когда, 12 сентября, получил чин прапорщика.
Переведённый в 1744 году корнетом в один из кирасирских полков, Романус в 1750 г. получил чин поручика, в 1755 году — ротмистра, в 1757 году получил последовательно сразу три чина — секунд-майора (1 января), премьер-майора (30 июня) и подполковника (12 июля); последний чин он получил после того, как, будучи прислан от фельдмаршала Апраксина в Санкт-Петербург с ключами Мемеля и взятыми там трофеями, поднёс их 11 июля императрице Елисавете Петровне, от которой получил в награду 500 рублей.
В 1759 году, 14 апреля, состоя при заграничной армии, Романус был произведён в чин полковника и в том же 1759 году был переведён, с назначением командиром, в Казанский кирасирский полк (в котором уже служили в это время его братья — Иоганн и Алексей Романусы), а 1 июля 1762 года произведён был в генерал-майоры с назначением состоять по армии.
В 1768 и 1769 годах он находился в Малороссии, в армии графа П. А. Румянцева.
24 сентября 1770 года перед Перекопом отряд генерал-майора Романиуса из корпуса М. В. Берга атаковал татар и загнал их обратно за Перекоп, татары потеряли до 2 тысяч.
В 1770 году награждён был орденом св. Анны 1-й степени, 1 января 1771 г. пожалован был в генерал-поручики, а 10 июля 1775 г. получил орден св. Александра Невского.
В конце 1771 и ещё в 1781 г. он командовал корпусом, стоявшим в Польше и Литве и в 1778 г. предназначавшимся для действий против Австрии и в помощь Фридриху Великому, хотя в 1775 г. официально Романус значился при Оренбургском корпусе; в 1760 г., за оказанную им отличную к службе ревность, он получил в Лифляндии мызу с землею до 10 гаков.
Имел орден Белого Орла, полученный им в 1776 году, и состоял на службе ещё в 1783 году; умер ранее X.1787 г.
В 1775 г. Романус был пожалован королём Польским в потомственное дворянство; владел имениями в Игуменском уезде Минской губернии. Его сын, отставной капитан Александр с сыном Адамом внесён был в дворянские книги Минской губернии.
В продолжение своей службы Романус участвовал в походах в Турецкую и Шведскую войны и был «как при взятии городов, так и в прочих случающихся сражениях и партиях везде безотлучно». Перед началом войны с Пруссией он в 1756 и 1757 гг. «употребляем был во многие по секретным экспедициям посылки», а затем находился в 1757 г. в сражении при Гросс-Егерсдорфе, а в 1758 г. — при Фирстенфельде (14 августа) и при Цорндорфе; при Фирстенфельде Романус был «ранен пулями — первою в правое плечо, которая вышла в половину спины, второю — в правую руку выше локтя, да штыком в правую ногу насквозь» и «от тяжких ран лежал на месте баталии между мертвыми, ограбленный даже до последней рубашки».
В 1759 г. он участвовал в сражениях при Пальциге и при Франкфурте, а в 1760 и 1761 гг. — безотлучно был с командуемым им Казанским кирасирским полком во все продолжение кампании и участвовал в занятии Берлина русскими войсками.